# Hexatoma anamalaiana
Hexatoma anamalaiana är en tvåvingeart som beskrevs av Alexander 1949. Hexatoma anamalaiana ingår i släktet Hexatoma och familjen småharkrankar. Inga underarter finns listade i Catalogue of Life.